# Cyphonisia affinitata
Cyphonisia affinitata là một loài nhện trong họ Barychelidae. Loài này phân bố ờ Oost-Afrika.